# 탑동초등학교 (충남)
탑동초등학교는 대한민국 충청남도 당진시 채운동에 있는 공립 초등학교이다.

## 학교 연혁
- 1966년 3월 1일 당진국민학교 채운분실로 설립
- 1967년 3월 1일 당진국민학교 채운분교장으로 개칭
- 1969년 10월 10일 탑동국민학교로 승격 개교
- 1987년 3월 2일 병설유치원 개원
- 1996년 3월 1일 탑동초등학교로 개칭

## 참고 자료
- 탑동초등학교 - 한국교육학술정보원 학교알리미